# 각료

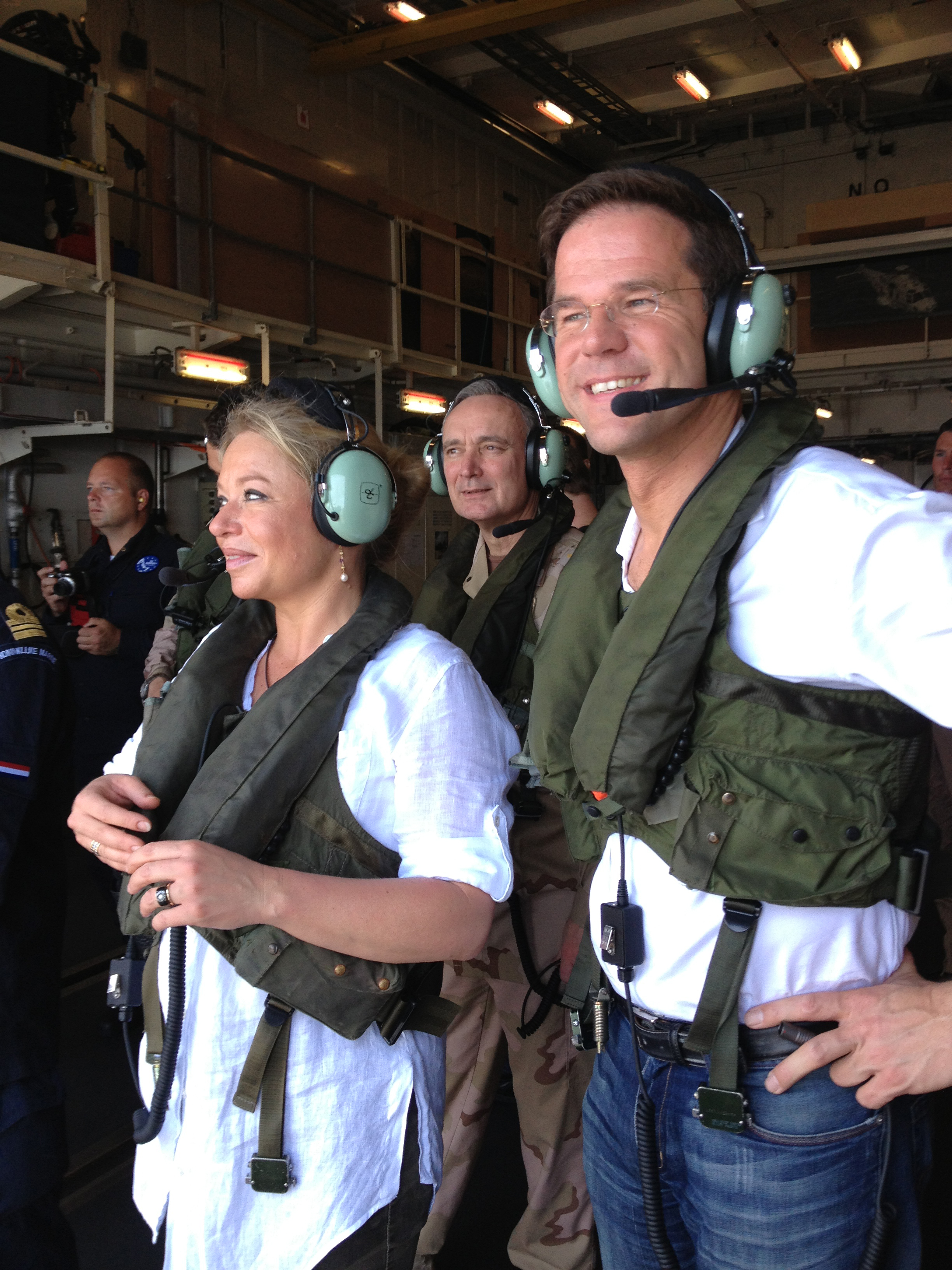

각료(閣僚, Cabinet Member)란 중앙정부 또는 지방정부에서 특별한 공직을 맡음으로써 다른 각료들과 협력하여 정책에 대한 결정을 내리고 적용하는 자를 말한다. 각료 사이에도 서열의 우열이 있는 경우가 있으며, 대개 정부 내각에 입각한다. 일부 국가에서는 정부수반을 총리(Premier) 또는 수상(Prime Minister)이라고 하는데, 곧 각료들의 우두머리라는 뜻이다.
각료는 자신이 공직을 맡은 부(部, Department) 또는 성(省, Ministry)의 성격에 따라, 또한 각 국가의 전통에 따라 장관(長官, Secretary) 또는 상(相, Minister) 등으로 직함이 달라질 수 있다. 대한민국의 경우 대개 국무회의에 참석하는 장관급 공직자를 각료라고 볼 수 있다.

## 같이 보기
- 대한민국의 중앙행정기관
- 장군
- 무임소장관
- 국무위원